# Billete de cincuenta mil pesos chilenos
El billete de cincuenta mil pesos fue parte del sistema monetario chileno desde 1959 hasta 1960, cuando el antiguo peso fue reemplazado por el escudo. Es hasta la fecha el billete de mayor denominación emitido en Chile, siendo a la vez el que ha tenido el menor tiempo de circulación, inferior a un año.

## Historia
En abril de 1956 se anunció por primera vez que se emitirían billetes de cincuenta mil pesos, los que inicialmente estarían destinados para cubrir las necesidades de bancos y cajas de previsión. Las características de los billetes de cincuenta mil pesos fueron establecidas mediante el decreto 101 del Ministerio de Hacienda del 10 de enero de 1958:

Anverso: Será ejecutado por el procedimiento de grabado de acero (Taille-Douce).
Un marco o borde con la cifra “50.000” en sus cuatro ángulos, colocada en posición horizontal.
Al centro del billete, el retrato del Presidente don Arturo Alessandri Palma, dentro de un marco ornamental ovalado.
Sobre el retrato la leyenda “Banco Central de Chile” y al pie de éste las palabras “A. Alessandri”. Más abajo, el valor en letras blancas, “Cincuenta Mil Pesos”, e inmediatamente debajo de este valor la leyenda, también en letras blancas, “Cinco Mil Cóndores”. En el borde inferior del marco la expresión “Convertible En Oro Conforme a La Ley”.
A ambos lados del retrato y sobre las marcas de agua van grabados el valor “50” a la izquierda y, a la derecha, la palabra “MIL”, rodeados por un guilloche y un fondo geométrico que los destaca. En los marcos laterales, las palabras “Cincuenta Mil Pesos”, en letras blancas.
Reverso: Plancha principal también en Taille Douce. Ocupa toda la parte central una viñeta grabada que representa el frontis del edificio del Banco Central de Chile. Sobre la viñeta la leyenda “Banco Central de Chile” y debajo el valor “Cincuenta Mil Pesos”. En los ángulos superiores, y en forma horizontal, la cifra “50.000”, y en los inferiores, la leyenda “50 MIL ”.
El sello del Banco Central está colocado en el lado izquierdo cortando el margen.
Decreto 101, Ministerio de Hacienda (10 de enero de 1958)

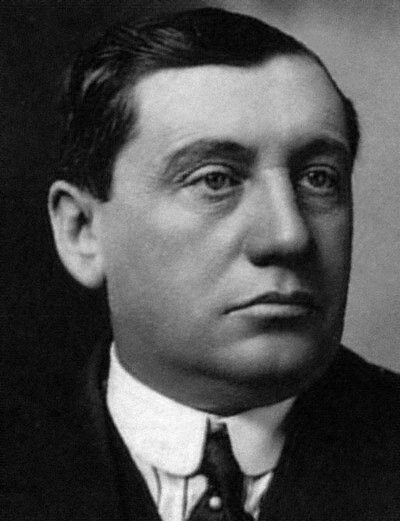
Arturo Alessandri, expresidente de la República representado en el anverso del billete de 50 000 pesos.

El anverso fue impreso a tres colores: dos en Taille Douce y uno en ófset; el billete presentaba en impresión ófset un fondo geométrico de color sepia, mientras que la impresión Taille Douce comprendía el marco y los valores sobre las marcas de agua en negro azulado, como asimismo el título "Banco Central de Chile"; el retrato con los ornamentos que sostienen el óvalo eran de color café, y en tinta color negra se presentaban la serie y las firmas del presidente y gerente general del Banco Central, a la izquierda y derecha, respectivamente, del retrato de Alessandri, y en rojo, los números; bajo el borde inferior del marco estaba grabado en la plancha principal, en tinta negra azulada, el pie de imprenta: "Casa de Moneda de Chile". El reverso también era a tres colores: dos en Taille Douce, correspondientes al marco de color verde oliva y el edificio del Banco en color siena; y el fondo en ófset, de color violeta pálido.

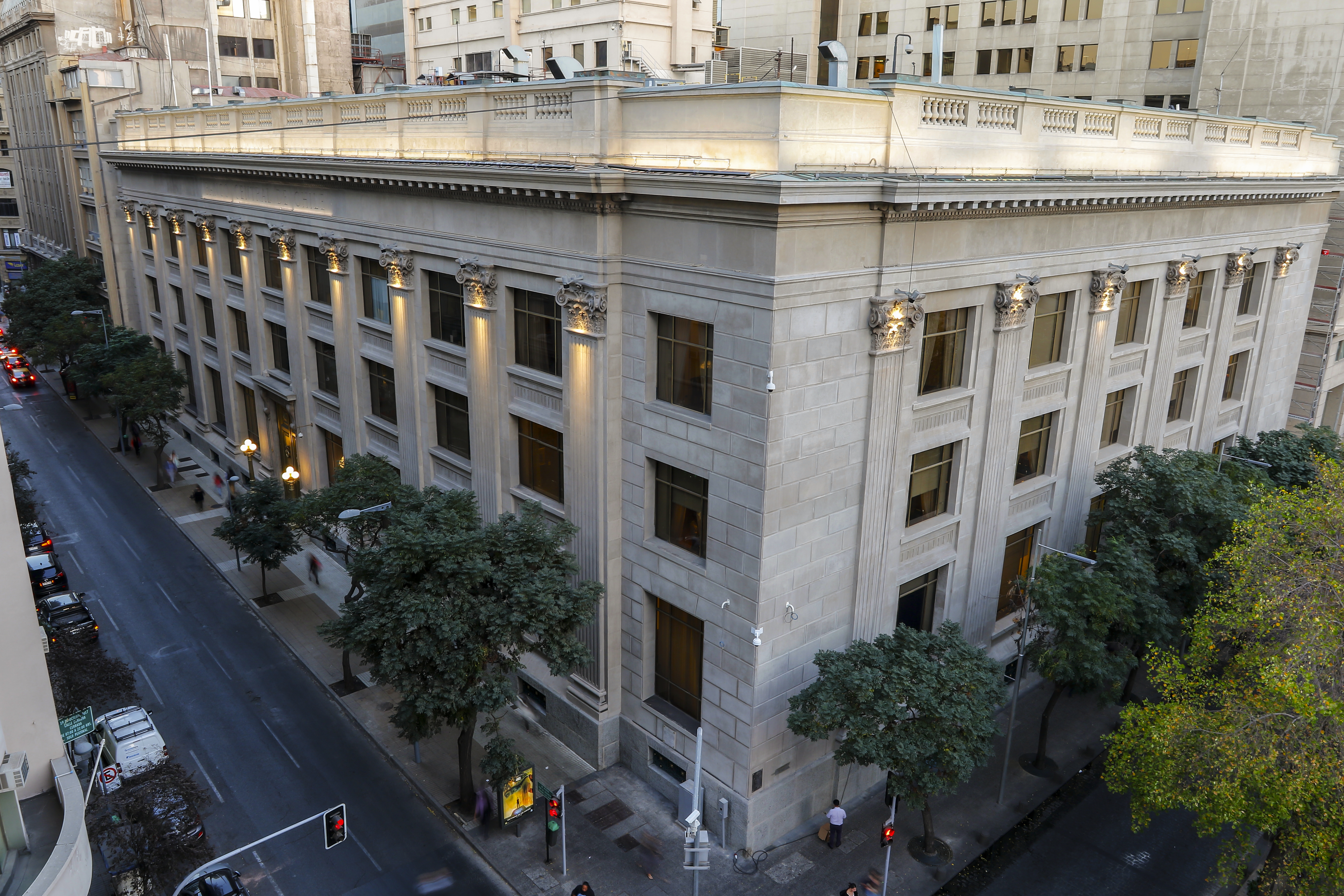
Edificio del Banco Central de Chile, representado en el reverso del billete de 50 000 pesos.

Luego de una serie de pruebas realizadas en la Casa de Moneda de Chile para verificar el sistema de impresión en cuatricromía —que era utilizado por primera vez en el país para realizar papel moneda—, la emisión de los billetes de cincuenta mil pesos se inició el 30 de abril de 1959 en una ceremonia encabezada por el presidente de la República, Jorge Alessandri, hijo de Arturo Alessandri, quien era el personaje representado en el anverso de los ejemplares. Una de las placas matrices utilizadas para la impresión de los billetes se encuentra en exhibición en el Museo Numismático del Banco Central de Chile.
Las primeras seis series de billetes de cincuenta mil pesos fueron puestas en circulación a partir del 6 de mayo de 1959. Producto del cambio de unidad monetaria debido a la ley 13.305, publicada el 6 de abril de 1959 y que establecía que el escudo entraría en circulación el 1 de enero de 1960, remplazando al antiguo peso, durante noviembre de dicho año los billetes de cincuenta mil pesos fueron retimbrados con tinta roja en el reverso —en el óvalo donde se ubicaba la marca de agua—, indicando su valor equivalente a cincuenta escudos.
El diseño del billete de cincuenta mil pesos fue reutilizado para la emisión del papel moneda de 50 escudos, cuyas características fueron fijadas mediante decreto del 7 de marzo de 1962.